# بارك جاي-جونغ
بارك جاي-جونغ (هانغل: 박재용) هو لاعب كرة قدم كوري جنوبي في مركز الدفاع، ولد في 30 ديسمبر 1985 في كوريا الجنوبية. لعب مع أولسان هيونداي ونادي سونغنام.